# Thamar, das Kind der Berge
Thamar, das Kind der Berge ist ein deutsches Stummfilmmelodram aus dem Jahre 1924 von Robert Dinesen mit Lya de Putti in der Titelrolle.

## Handlung
Irgendwo in der Einöde der Bergwelt Bosniens. Hier dringt eines Tages eine US-amerikanische Ölbohrfirma in die idyllische Abgeschiedenheit der Bewohner ein. Während eines Streits zwischen dem Ölbohr-Ingenieur Frank Bondy, in den sich die heißblütige Landestochter Thamar verliebt hat, und ihrem Bruder Graf Daniloff, kommt dieser bei einem Schusswechsel ums Leben. Thamar muss annehmen, dass ihr Bruder ermordet wurde und schwört daher, wie es bei den bosnischen Sippen in den Bergen noch üblich ist, Blutrache. Sie kann nicht wissen, dass Daniloff durch den sich lösenden Schuss aus der eigenen Waffe starb und Bondy an dessen Tod vollkommen schuldlos ist. 
Der schurkische Graf Menschikeff will sich diesen Umstand zunutze machen, hat er doch selbst ein Auge auf Thamar geworfen. Er sieht daher eine günstige Gelegenheit, durch eine Intrige den amerikanischen Konkurrenten um das Herz der bosnischen Bergschönheit loszuwerden. Und so steckt er der unwissenden Thamar, die noch immer auf Blutrache aus ist, dass Frank Bondy der Mörder ihres Bruders sei. Gemeinsam planen sie die Tötung des Ingenieurs, in dem sie ihn in eine Falle locken wollen. Ehe Menschikeffs hinterhältiger Plan in die Tat umgesetzt werden kann, erfährt Thamar den wahren Sachverhalt und verhindert, dass Bondy in die Falle tappt. Der schurkische Menschikeff stirbt aber auf diejenige Weise, die für Frank geplant war. Jetzt endlich sind Thamar, das Kind der Berge, und der Amerikaner Frank füreinander frei. 

## Produktionsnotizen
Thamar, das Kind der Berge entstand zum Jahresende 1923 bis zum Jahresbeginn 1924 im Phoebus-Filmatelier und vor Ort in den Bergen und passierte am 14. Februar 1924. Am 7. April desselben Jahres wurde der Streifen in Berlins Mozartsaal uraufgeführt. Die Länge des mit Jugendverbot belegten Fünfakters betrug 1808 Meter. 
Willi A. Herrmann gestaltete die Filmbauten.

## Kritik
Das Kino-Journal konstatierte knapp: „Das ausgezeichnete Zusammenspiel und schöne Bilder aus den bosnischen Bergen tragen zum Erfolg des Filmes bei.“